# Oscarverleihung 1955
Übersicht aller ausgezeichneten Filme

◄◄ | ◄ | 1951 | 1952 | 1953 | 1954 | Oscarverleihung 1955 | 1956 | 1957 | 1958 | 1959 | ► | ►►

Weitere Ereignisse
Die Oscarverleihung 1955 fand am 30. März 1955 im RKO Pantages Theatre in Los Angeles und im NBC Century Theatre in New York City statt. Es waren die 27th Annual Academy Awards. Im Jahr der Auszeichnung werden immer Filme des vergangenen Jahres ausgezeichnet, in diesem Fall also die Filme des Jahres 1954.
| Film                         | N  | A |
| ---------------------------- | -- | - |
| Die Faust im Nacken          | 12 | 8 |
| Die Caine war ihr Schicksal  | 7  | 0 |
| Ein Mädchen vom Lande        | 7  | 2 |
| Es wird immer wieder Tag     | 6  | 1 |
| Ein neuer Stern am Himmel    | 6  | 0 |
| Sabrina                      | 6  | 1 |
| Eine Braut für sieben Brüder | 5  | 1 |
| Das Fenster zum Hof          | 4  | 0 |
| Die Intriganten              | 4  | 0 |
| Brigadoon                    | 3  | 0 |
| Drei Münzen im Brunnen       | 3  | 2 |
| Die Glenn Miller Story       | 3  | 1 |
| Rhythmus im Blut             | 3  | 0 |
| 20.000 Meilen unter dem Meer | 3  | 2 |
| Die barfüßige Gräfin         | 2  | 1 |
| Carmen Jones                 | 2  | 0 |
| Désirée                      | 2  | 0 |
| Die feurige Isabella         | 2  | 0 |
| Die gebrochene Lanze         | 2  | 1 |
| Jet Carrier                  | 2  | 0 |
| Eine Nacht mit Susanne       | 2  | 0 |
| Der silberne Kelch           | 2  | 0 |

## Moderation
Bob Hope (Los Angeles); Thelma Ritter (New York City)

## Preisträger und Nominierte

### Bester Film
präsentiert von Buddy Adler
Die Faust im Nacken (On the Waterfront) – Sam Spiegel
Eine Braut für sieben Brüder (Seven Brides for Seven Brothers) – Jack Cummings
Die Caine war ihr Schicksal (The Caine Mutiny) – Stanley Kramer
Drei Münzen im Brunnen (Three Coins in the Fountain) – Sol C. Siegel
Ein Mädchen vom Lande (The Country Girl) – William Perlberg

### Beste Regie
präsentiert von Marlon Brando

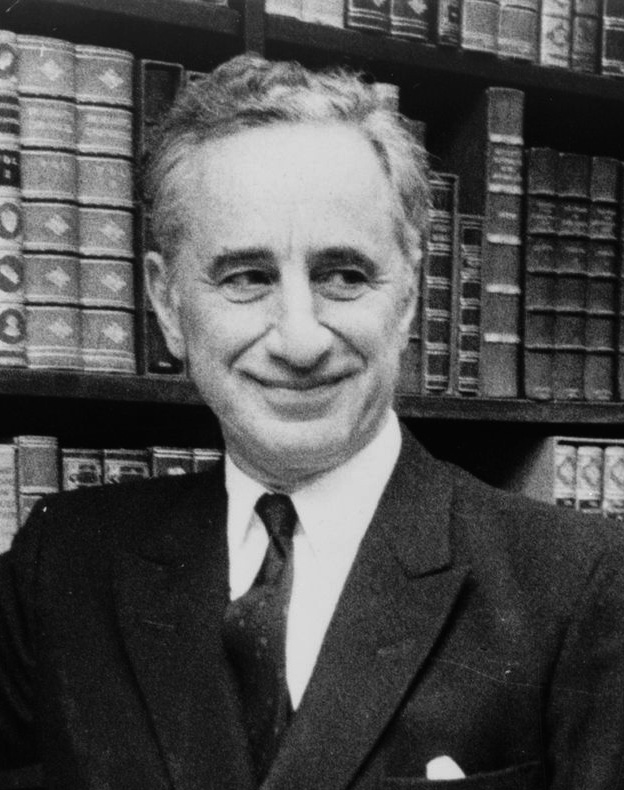
Elia Kazan

Elia Kazan – Die Faust im Nacken (On the Waterfront)
Alfred Hitchcock – Das Fenster zum Hof (Rear Window)
George Seaton – Ein Mädchen vom Lande (The Country Girl)
William A. Wellman – Es wird immer wieder Tag (The High and the Mighty)
Billy Wilder – Sabrina

### Bester Hauptdarsteller
präsentiert von Bette Davis

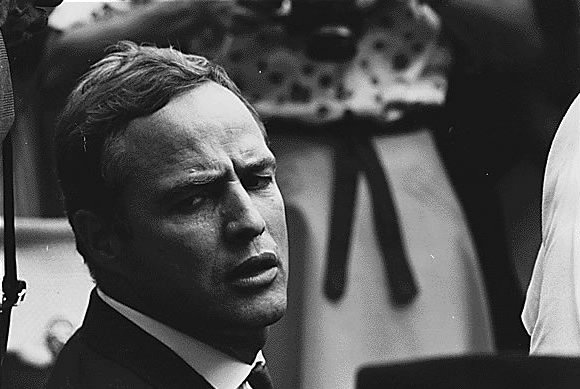
Marlon Brando

Marlon Brando – Die Faust im Nacken (On the Waterfront)
Humphrey Bogart – Die Caine war ihr Schicksal (The Caine Mutiny)
Bing Crosby – Ein Mädchen vom Lande (The Country Girl)
James Mason – Ein neuer Stern am Himmel (A Star is born)
Dan O’Herlihy – Robinson Crusoe

### Beste Hauptdarstellerin
präsentiert von William Holden

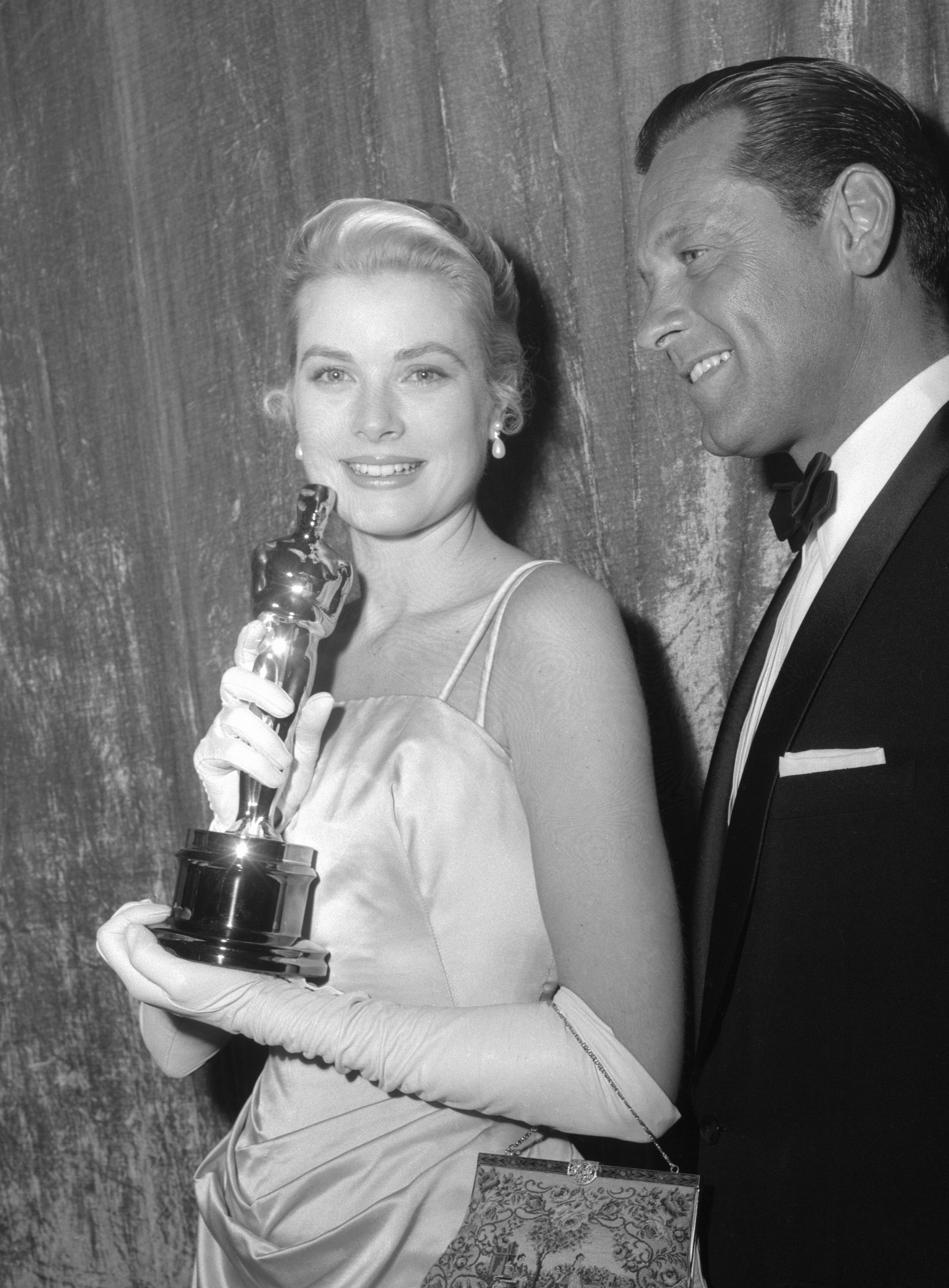
Grace Kelly mit William Holden bei der Verleihung

Grace Kelly – Ein Mädchen vom Lande (The Country Girl)
Dorothy Dandridge – Carmen Jones
Judy Garland – Ein neuer Stern am Himmel (A Star is born)
Audrey Hepburn – Sabrina
Jane Wyman – Die wunderbare Macht (Magnificent Obsession)

### Bester Nebendarsteller
präsentiert von Donna Reed
Edmond O’Brien – Die barfüßige Gräfin (The Barefoot Contessa)
Lee J. Cobb – Die Faust im Nacken (On the Waterfront)
Karl Malden – Die Faust im Nacken (On the Waterfront)
Rod Steiger – Die Faust im Nacken (On the Waterfront)
Tom Tully – Die Caine war ihr Schicksal (The Caine Mutiny)

### Beste Nebendarstellerin
präsentiert von Frank Sinatra
Eva Marie Saint – Die Faust im Nacken (On the Waterfront)
Nina Foch – Die Intriganten (Executive Suite)
Katy Jurado – Die gebrochene Lanze (Broken Lance)
Jan Sterling – Es wird immer wieder Tag (The High and the Mighty)
Claire Trevor – Es wird immer wieder Tag (The High and the Mighty)

### Bestes Originaldrehbuch
präsentiert von Audrey Hepburn, Karl Malden und Claire Trevor
Budd Schulberg – Die Faust im Nacken (On the Waterfront)
Oscar Brodney, Valentine Davies – Die Glenn Miller Story (The Glenn Miller Story)
Melvin Frank, Norman Panama – Die Lachbombe (Knock on Wood)
Joseph L. Mankiewicz – Die barfüßige Gräfin (The Barefoot Contessa)
William Rose – Die feurige Isabella (Genevieve)

### Bestes adaptiertes Drehbuch
präsentiert von Audrey Hepburn, Karl Malden und Claire Trevor
George Seaton – Ein Mädchen vom Lande (The Country Girl)
Frances Goodrich, Albert Hackett, Dorothy Kingsley – Eine Braut für sieben Brüder (Seven Brides for Seven Brothers)
John Michael Hayes – Das Fenster zum Hof (Rear Window)
Ernest Lehman, Samuel A. Taylor, Billy Wilder – Sabrina
Stanley Roberts – Die Caine war ihr Schicksal (The Caine Mutiny)

### Beste Originalgeschichte
präsentiert von Audrey Hepburn, Karl Malden und Claire Trevor
Philip Yordan – Die gebrochene Lanze (Broken Lance)
François Boyer – Verbotene Spiele (Jeux interdits)
Jed Harris, Tom Reed – Das unsichtbare Netz (Night People)
Ettore Maria Margadonna – Brot, Liebe und Fantasie (Pane, amore e fantasia)
Lamar Trotti – Rhythmus im Blut (There’s no Business like Show Business)

### Beste Kamera (Schwarzweißfilm)
präsentiert von Humphrey Bogart
Boris Kaufman – Die Faust im Nacken (On the Waterfront)
George J. Folsey – Die Intriganten (Executive Suite)
Charles Lang – Sabrina
John F. Seitz – Heißes Pflaster (Rogue Cop)
John F. Warren – Ein Mädchen vom Lande (The Country Girl)

### Beste Kamera (Farbfilm)
präsentiert von Katy Jurado
Milton R. Krasner – Drei Münzen im Brunnen (Three Coins in the Fountain)
Robert Burks – Das Fenster zum Hof (Rear Window)
George J. Folsey – Eine Braut für sieben Brüder (Seven Brides for Seven Brothers)
Leon Shamroy – Sinuhe der Ägypter (The Egyptian)
William V. Skall – Der silberne Kelch (The Silver Chalice)

### Bestes Szenenbild (Schwarzweißfilm)
präsentiert von Dan O’Herlihy und Jan Sterling
Richard Day – Die Faust im Nacken (On the Waterfront)
Roland Anderson, Sam Comer, Grace Gregory, Hal Pereira – Ein Mädchen vom Lande (The Country Girl)
Edward C. Carfagno, Cedric Gibbons, Emile Kuri, Edwin B. Willis – Die Intriganten (Executive Suite)
Sam Comer, Ray Moyer, Hal Pereira, Walter H. Tyler – Sabrina
Max Ophüls – Pläsier (Le Plaisir)

### Bestes Szenenbild (Farbfilm)
präsentiert von Dan O’Herlihy und Jan Sterling
Emile Kuri, John Meehan – 20.000 Meilen unter dem Meer (20,000 Leagues Under the Sea)
Gene Allen, Malcolm C. Bert, George James Hopkins, Irene Sharaff – Ein neuer Stern am Himmel (A Star Is Born)
E. Preston Ames, Cedric Gibbons, F. Keogh Gleason, Edwin B. Willis – Brigadoon
Roland Anderson, Sam Comer, Ray Moyer, Hal Pereira – Red Garters
Paul S. Fox, Leland Fuller, Walter M. Scott, Lyle R. Wheeler – Désirée

### Bestes Kostüm-Design (Schwarzweißfilm)
präsentiert von Nina Foch und Jane Wyman
Edith Head – Sabrina 
Georges Annenkov, Rosine Delamare – Madame de …
Christian Dior – Rom, Station Termini (Stazione Termini)
Jean Louis – Die unglaubliche Geschichte der Gladys Glover (It Should Happen to You)
Helen Rose – Die Intriganten (Executive Suite)

### Bestes Kostüm-Design (Farbfilm)
präsentiert von Nina Foch und Jane Wyman
Sanzo Wada – Das Höllentor (Jigokumon)
René Hubert, Charles Le Maire – Désirée
Charles Le Maire, William Travilla, Miles White – Rhythmus im Blut (There’s No Business Like Show Business)
Jean Louis, Mary Ann Nyberg, Irene Sharaff – Ein neuer Stern am Himmel (A Star Is Born)
Irene Sharaff – Brigadoon

### Beste Filmmusik (Drama/Komödie)
präsentiert von Bing Crosby
Dimitri Tiomkin – Es wird immer wieder Tag (The High and the Mighty)
Larry Adler – Die feurige Isabella (Genevieve)
Leonard Bernstein – Die Faust im Nacken (On the Waterfront)
Max Steiner – Die Caine war ihr Schicksal (The Caine Mutiny)
Franz Waxman – Der silberne Kelch (The Silver Chalice)

### Beste Filmmusik (Musikfilm)
präsentiert von Bing Crosby
Saul Chaplin, Adolph Deutsch – Eine Braut für sieben Brüder (Seven Brides for Seven Brothers)
Joseph Gershenson, Henry Mancini – Die Glenn Miller Story (The Glenn Miller Story)
Herschel Burke Gilbert – Carmen Jones
Ray Heindorf – Ein neuer Stern am Himmel (A Star Is Born)
Alfred Newman, Lionel Newman – Rhythmus im Blut (There’s No Business Like Show Business)

### Bester Song
präsentiert von Bing Crosby
„Three Coins in the Fountain“ aus Drei Münzen im Brunnen – Sammy Cahn, Jule Styne
„Count Your Blessings Instead of Sheep“ aus Weiße Weihnachten (White Christmas) – Irving Berlin
„The High and the Mighty“ aus Es wird immer wieder Tag (The High and the Mighty) – Dimitri Tiomkin, Ned Washington
„Hold My Hand“ aus Eine Nacht mit Susanne (Susan Slept Here) – Jack Lawrence, Richard Myers
„The Man that Got Away“ aus Ein neuer Stern am Himmel (A Star Is Born) – Harold Arlen, Ira Gershwin

### Bester Schnitt
präsentiert von Dorothy Dandridge
Gene Milford – Die Faust im Nacken (On the Waterfront)
Henry Batista, William A. Lyon – Die Caine war ihr Schicksal (The Caine Mutiny)
Ralph Dawson – Es wird immer wieder Tag (The High and the Mighty)
Elmo Williams – 20.000 Meilen unter dem Meer (20,000 Leagues under the Sea)
Ralph E. Winters – Eine Braut für sieben Brüder (Seven Brides for Seven Brothers)

### Beste Tonmischung
präsentiert von Tom Tully
Leslie I. Carey – Die Glenn Miller Story (The Glenn Miller Story)
John Aalberg – Eine Nacht mit Susanne (Susan Slept Here)
John P. Livadary – Die Caine war ihr Schicksal (The Caine Mutiny)
Wesley C. Miller – Brigadoon
Loren L. Ryder – Das Fenster zum Hof (Rear Window)

### Beste Visuelle Effekte
präsentiert von Lee J. Cobb
The Walt Disney Company – 20.000 Meilen unter dem Meer (20,000 Leagues under the Sea)
20th Century Fox – Inferno (Hell and High Water)
Warner Bros. – Formicula (Them!)

### Bester animierter Kurzfilm (Cartoon)
präsentiert von Edmond O’Brien, Eva Marie Saint und Rod Steiger
When Magoo Flew – Stephen Bosustow
Crazy Mixed Up Pup – Walter Lantz
Omis neuer Bikini (Sandy Claws) – Eddie Selzer
Tom und der neue Mausketier (Touché, Pussy Cat!) – Fred Quimby
Vorschrift ist Vorschrift (Pigs Is Pigs) – Walt Disney

### Bester Kurzfilm (2 Filmrollen)
präsentiert von Edmond O’Brien, Eva Marie Saint und Rod Steiger
Eine Handvoll Frieden (A Time Out of War) – Denis Sanders, Terry Sanders
Beauty and the Bull – Cedric Francis
Jet Carrier – Otto Lang
Siam – Land und Leute (Siam) – Walt Disney

### Bester Kurzfilm (1 Filmrolle)
präsentiert von Edmond O’Brien, Eva Marie Saint und Rod Steiger
This Mechanical Age – Robert Youngson
The First Piano Quartette – Otto Lang
Strauss Fantasy – Johnny Green

### Bester Dokumentarfilm (Kurzfilm)
präsentiert von Grace Kelly
Thursday’s Children – World Wide Pictures, Morse Films
Jet Carrier – Otto Lang
Rembrandt: A Self-Portrait – Morrie Roizman

### Bester Dokumentarfilm (Langform)
präsentiert von Grace Kelly
Wunder der Prärie (The Vanishing Prairie) – James Algar, Walt Disney
The Stratford Adventure – Guy Glover

## Ehrenpreise

### Ehrenoscar
Greta Garbo
Danny Kaye für seine Verdienste um die amerikanische Filmwirtschaft
Kemp Niver für die Entwicklung eines Verfahrens zum Kopieren der Paper Print Collection der Library of Congress auf Kinefilm
Das Höllentor (Jigokumon) als bester fremdsprachiger Film
Jon Whiteley für seine herausragende Leistung in dem Film Besiegter Haß (The Kidnappers)
Vincent Winter für seine herausragende Leistung in dem Film Besiegter Haß (The Kidnappers)
Bausch & Lomb Optical Co. für Verdienste um die Weiterentwicklung der Filmindustrie

### Academy Award of Merit
Loren L. Ryder, John R. Bishop

### Technical Achievement Award
David S. Horsley
Karl Freund, Frank Crandell
Wesley C. Miller, J. W. Stafford, K. M. Frierson
John P. Livadary, Lloyd W. Russell
Roland Miller, Max Goeppinger
Carlos Rivas, G. M. Sprague
Fred R. Wilson
P. C. Young
Fred Knoth, Orien Ernest